# Deinandra
Deinandra es un género de plantas con flores de la familia  Asteraceae.  Comprende 28 especies descritas y de estas, solo 18  aceptadas.

## Taxonomía
El género fue descrito por Edward Lee Greene y publicado en Flora Franciscana 4: 424–425. 1897.

## Especies
A continuación se brinda un listado de las especies del género Deinandra aceptadas hasta julio de 2012, ordenadas alfabéticamente. Para cada una se indica el nombre binomial seguido del autor, abreviado según las convenciones y usos.
- Deinandra arida (D.D.Keck) B.G.Baldwin
- Deinandra bacigalupii B.G.Baldwin
- Deinandra clementina (Brandegee) B.G.Baldwin
- Deinandra conjugens (D.D.Keck) B.G.Baldwin
- Deinandra corymbosa (DC.) B.G.Baldwin
- Deinandra frutescens (A.Gray) B.G.Baldwin
- Deinandra greeneana (Rose) B.G.Baldwin
- Deinandra halliana (D.D.Keck) B.G.Baldwin
- Deinandra increscens (H.M.Hall ex D.D.Keck) B.G.Baldwin
- Deinandra kellogii Greene
- Deinandra lobbii (Greene) Greene
- Deinandra martirensis (D.D.Keck) B.G.Baldwin
- Deinandra minthornii (Jeps.) B.G.Baldwin
- Deinandra mohavensis (D.D.Keck) B.G.Baldwin
- Deinandra pallida (D.D.Keck) B.G.Baldwin
- Deinandra palmeri (Rose) B.G.Baldwin
- Deinandra pentactis (D.D.Keck) B.G.Baldwin
- Deinandra streetsii (A.Gray) B.G.Baldwin